# Antoine Gimenez
Antoine Gimenez, all'anagrafe Bruno Salvadori (Chianni, 14 dicembre 1910 – Marsiglia, 26 dicembre 1982), è stato un anarchico e rivoluzionario italiano.
La sua singolare e complessa vicenda umana e politica è legata indissolubilmente alla guerra civile spagnola. Vicenda che, grazie anche alle sue memorie, ampiamente commentate, ed uscite nel 2006 in Francia, con il titolo de Les fils de la nuit, in Spagna, con il titolo de Los hijos de la noche e nel 2007 anche in lingua italiana con il titolo modificato di Amori e rivoluzione, a cura di un gruppo di ricercatori e estimatori che si sono dati l'appellativo di Giménologues,  è venuta soltanto tardivamente alla luce rivelando preziose testimonianze dirette sulla guerra di Spagna, soprattutto quella combattuta sul fronte d'Aragona, e sull'esperienza anarchica nella Catalogna e nella Barcellona di Buenaventura Durruti. L'edizione italiana delle memorie di Antoine Gimenez è stata pubblicata dalle Edizioni La Baronata, di Lugano.

## L'uomo dai mille nomi
Il vero nome di Antoine Gimenez era Bruno Salvadori. Era nato a Chianni, in provincia di Pisa, il 14 dicembre 1910, figlio di Giuseppe Salvadori e Anna Montagnani. Il padre era un operaio impiegato nei lavori pubblici, mentre la madre è un'insegnante elementare. Ha due sorelle: Brunetta e Luciana (Lucienne), che in seguito anch'esse emigreranno in Francia.
All'età di 9 anni, Bruno Salvadori, con la madre e le sorelle, vive a Livorno, mentre il padre è impegnato in dei lavori a San Donà di Piave. È a Livorno che accade l'episodio che segnerà tutta la sua vita. Siamo nel 1922, l'anno in cui il fascismo sale al potere, Bruno ha 12 anni e un giorno, andando a scuola assieme ad altri ragazzi, vede una compagna di classe circondata da quattro individui che, secondo il suo racconto, urlano: La purga! Olio di ricino!. La bambina era figlia di un noto esponente socialista livornese, mentre i suoi aggressori, ragazzi solo di poco più grandi, sono evidentemente fascisti. Bruno Salvadori non ci sta a pensare un attimo, cava fuori una pesante riga da disegno lunga ottanta centimetri, in legno pieno, e interviene per difendere la compagna. Gli aggressori, sorpresi, lasciano la ragazza e si precipitano sul suo difensore, che scappa. Durante la fuga, si imbatte in un gruppo di altri fascisti e sta per avere la peggio, quando in sua difesa intervengono altre persone, degli adulti, che mettono in fuga gli assalitori. Bruno rimane ferito; viene trasportato in una casa, e al suo risveglio si trova accanto al letto una delle figure storiche dell'anarchismo italiano: Errico Malatesta.
È da quel momento che il giovanissimo Bruno Salvadori inizia a frequentare gli anarchici livornesi, diventando anarchico lui stesso. Scrive nelle sue memorie, in francese: Depuis ce jour-là, ma vie changea. Legge molto, le opere dello stesso Malatesta, di Pietro Gori, di Kropotkin, di Réclus e di Bakunin, ma anche ogni opuscolo che gli viene messo in mano.
Nel 1928 muore la madre, che sarà per lui una grandissima perdita vista la perdurante assenza del padre. Nel 1929 ottiene un passaporto per la Francia ed emigra; si stabilisce a Marsiglia, da dove però viene espulso per attività sovversiva il 7 ottobre 1930. Riesce però a tornare in Francia, ma deve rimpatriare per assolvere al servizio militare, a Mantova. Il 1º settembre 1933 ottiene di nuovo un passaporto per la Francia. Qui si perdono le tracce di Bruno Salvadori; è pressoché certo che il giovane sia diventato contrabbandiere, passando numerose volte in Spagna

## Antonio Giménez
Il 22 dicembre 1934 Bruno Salvadori, ancora con il suo vero nome, viene arrestato in Francia, a Perpignano, per rissa e violenza; viene condannato a quattro mesi di carcere. Il 3 agosto 1935 viene arrestato di nuovo a Boulou per violazione del decreto di espulsione, e condannato a sei mesi. La polizia italiana lo segue, e si dichiara disertore e antifascista alle autorità francesi; in precedenza, il 25 maggio 1935, era stato arrestato anche in Spagna, a Barcellona, dove stava tentando di vendere clandestinamente il suo passaporto. Passa poi in Portogallo, tornando in segreto a Barcellona dove frequenta gli ambienti anarchici del periodo di poco precedente allo scoppio della guerra civile. Arrestato nuovamente, viene rinchiuso nel Cárcel Modelo il 22 febbraio 1936; al termine della pena viene di nuovo espulso in Francia. È in questo periodo che appare il personaggio di Antonio Giménez; a questo nome è intestata una tessera della Confederación Nacional del Trabajo (CNT). La polizia italiana perde definitivamente le sue tracce e Giménez/Salvadori rientra in Spagna.
Il 18 luglio 1936, giorno del pronunciamiento militare di Francisco Franco e degli altri generali che dà inizio alla guerra civile, si trova a Lérida. Assieme a un giovanissimo compagno di lavoro catalano, Josep Llados , di soli 16 anni, raggiunge la località di Vallmanya, dove si aggrega alla Colonna Durruti. Da questa passa al Grupo Internacional della medesima colonna, primo embrione delle Brigate Internazionali; si stabilisce assieme ai compagni del Grupo nella località di Pina del Ebro, sul fronte aragonese, dove viene ospitato da un'anziana contadina, Pascuala Labarta, che sempre considererà come una seconda madre.

## IFigli della notte
È da questo punto che iniziano le vicende raccontate nelle memorie di Antoine Gimenez, i Figli della notte (così erano chiamati i combattenti dei gruppi di assalto, per la necessità di spostarsi con il buio); memorie vivissime, anche se spesso segnate da errori cronologici dovuti senz'altro al fatto che esse furono redatte quando era già anziano, affidandosi esclusivamente alla memoria del proprio passato e senza documentazione. Ciononostante, le vicende narrate nel volume sono forse l'unica testimonianza diretta dei combattimenti sul fronte aragonese dalla parte anarchica, ed anche uno spaccato della vita, delle speranze, della "costruzione di una nuova società" applicata dai rivoluzionari nelle zone da essi controllate. Sono anche il resoconto drammatico degli accadimenti sul fronte aragonese, con l'impossibile tentativo della presa di Saragozza (caduta in mano franchista), della presa di Siétamo e della disfatta di Perdiguera, che Gimenez attribuisce precisamente al tradimento di un personaggio ambiguo che occupava un posto di responsabilità nelle file anarchiche, l'argentino Julio Prina, più noto come Lucio Ruano. Sfilano nomi noti e meno noti, dallo stesso Durruti a Francisco Ascaso, da Charles Carpentier al belga Louis Mercier Vega, alias Charles Ridel (ma il suo vero nome era Charles Cortvrint), da Georgette Kokoczinski, francese, fuggita da un matrimonio infelice per arruolarsi come combattente in Spagna con il nome di "Mimosa", e che troverà un'orrenda fine, allo studente milanese Lorenzo Giua, da Justo Bueno Pérez al pacifista Carlo Scolari, fino ad arrivare alla singolare figura di "Pablo", alias Pietro Paolo Vagliasindi, da Bergamo, fascista della prima ora che aveva preso parte all'impresa di Fiume assieme a Gabriele D'Annunzio e che, in rotta personale con Benito Mussolini, era passato a combattere per gli anarchici spagnoli. Le vicende si snodano anche tra la vita quotidiana, comprese molte pagine in cui Gimenez narra copiosamente, e in maniera molto esplicita, le sue avventure amorose con varie paesane di Pina del Ebro e con alcune combattenti, tra le quali la stessa Mimosa. Pagine che, in Spagna, faranno rifiutare a molti editori la pubblicazione del volume prima che se ne trovi finalmente uno. Le vicende proseguono fino al termine della guerra civile, con il racconto della presa di Barcellona da parte delle milizie comuniste che misero fine all'esperienza anarchica catalana (5 maggio 1937), dell'uccisione di Camillo Berneri, della derrota de los anarquistas, del prosieguo dei combattimenti e della vittoria definitiva del franchismo con la rovinosa fuga dei repubblicani in Francia. Un aspetto importante che percorre tutte le memorie di Gimenez è il rifiuto degli anarchici di essere inquadrati in un qualsiasi esercito regolare; si consideravano combattenti per la libertà rifiutando sia l'appellativo che le prerogative dei soldati, ivi compresa l'obbedienza a ordini provenienti dall'alto che non fossero stati discussi.

## Antoine Gimenez
In Francia, Gimenez/Salvadori viene rinchiuso dapprima nel campo di Argelès-sur-Mer, dove assieme ad altri fuoriusciti, in gran parte italiani, forma un gruppo denominatosi Libertà o Morte. In un rapporto del Ministero dell'Interno italiano dell'8 agosto 1939, che contiene tutti i nominativi individuati del gruppo, compare tale Antonio Gimene (sic) senza che la polizia italiana abbia il minimo sospetto che si tratti di Bruno Salvadori. Nel campo, Gimenez (che nel frattempo si è "francesizzato" il nome in Antoine Gimenez e che parla perfettamente sia il francese che lo spagnolo), non smette di lottare e si impegna per la difesa dei prigionieri anarchici sia dalle brutalità dei guardiani francesi sia da quelle degli ostili comunisti. Parteciperà in seguito alla Resistenza francese nella zona di Royan, con sabotaggi e azioni di disturbo. Nel frattempo si è sposato e ha avuto dei figli, e la famiglia risiede a Uzerche. Curiosamente, pur non avendo mai più rivisto il padre, finisce come lui a fare l'operaio edile, riuscendo a guadagnare a sufficienza per mantenere la famiglia. Finita la guerra, si stabilisce a Limoges; nel 1951 gli viene offerto un impiego ben retribuito a Marsiglia, la città che lo aveva visto per la prima volta in Francia oltre vent'anni prima; non si muoverà mai più di là.
Non tornerà mai più in Italia, né manifesterà mai il desiderio di rivederla. Personaggio singolare e disinteressato, vive tranquillissimo in contrasto con la prima e incredibilmente avventurosa parte della sua vita. Nessuno sa chi sia in realtà; smesso il lavoro, nelle ore libere si dedica alla lettura e alla scrittura per puro piacere personale. Non fa assolutamente parte di nessuna organizzazione politica. I suoi ricordi, che formeranno poi l'ossatura de Les fils de la nuit, sono redatti tra il 1974 e il 1976, senza nessuna forma di documentazione.
È esattamente nel 1976 che la nipote Viviane, impegnata politicamente nel movimento anarchico, gli chiede di riprendere contatto con gli ambienti libertari marsigliesi, che si trovano davanti, con grande stupore, questo personaggio quasi spuntato fuori dal nulla che parla in prima persona di Durruti, di Ascaso, della ritirata a Port-Bou e di altre mille episodi. È in questo ambiente che si formano i Giménologues. Le memorie cominciano a circolare quasi clandestinamente fino alla pubblicazione del libro che le "sistemerà" corredandole di note abbondantissime (occupano oltre la metà del libro) e di profili biografici.
Antoine Gimenez muore di cancro il 26 dicembre 1982, poco dopo aver compiuto i 72 anni. È cittadino francese, e il suo decesso viene registrato allo stato civile sotto la sua falsa identità che aveva saputo mantenere alla perfezione.